# Luigi Palma di Cesnola
Il conte Luigi Palma di Cesnola (Rivarolo Canavese, 28 giugno 1832 – New York, 20 novembre 1904) è stato un generale, diplomatico e archeologo italiano naturalizzato statunitense.
Prese parte alla prima guerra di indipendenza italiana e alla guerra di Crimea, nonché alla guerra di secessione americana, durante la quale per le sue azioni divenne il primo italiano ad essere insignito della Medal of Honor, la più alta decorazione militare assegnata dal governo degli Stati Uniti. Fu quindi console degli Stati Uniti a Cipro (1865-77) e primo direttore del Metropolitan Museum of Art di New York.

## Biografia
Luigi Palma di Cesnola nacque a Rivarolo Canavese nel 1832 da un'antica e nobile famiglia piemontese. Suo padre Maurizio Palma di Cesnola e, con un ruolo di particolare rilevanza, suo zio Alerino Palma di Cesnola erano stati implicati come aderenti alla Carboneria nei moti rivoluzionari del 1821. Entrambi sfuggirono all'arresto e alla condanna in contumacia: ottenuta la grazia, Maurizio poté rientrare in patria qualche anno dopo, mentre Alerino, che era stato uno dei capi della rivolta, fu privato del titolo nobiliare e morì in esilio in Grecia nel 1851. Nel 1832 il conte Maurizio sposò la nobildonna Eugenia Ricca di Castelvecchio. La coppia ebbe numerosa prole. Fratello minore di Luigi fu Alessandro Palma di Cesnola, il quale rimase sempre in stretto contatto con il fratello, condividendone la passione militare e poi quella archeologica.
Nel 1848, a soli quindici anni, Luigi andò volontario a combattere per la prima guerra d'indipendenza, facendosi già notare nell'assedio di Peschiera. Il 23 marzo 1849, nella battaglia di Novara, venne promosso sul campo sottotenente, divenendo così il più giovane ufficiale dell'esercito sabaudo. Nel 1851 si diplomò alla scuola militare di Cherasco con il grado di capitano, ma nell'ottobre 1854, a causa di un episodio poco chiaro, un debito rivendicato da usurai ai quali il giovane non volle cedere, venne congedato. Allo scoppio della guerra di Crimea, tentò invano di farsi riammettere in servizio, rivolgendosi direttamente al generale Alfonso La Marmora. Alla fine riuscì a prendere parte alla guerra solo arruolandosi in un reparto di soldati turchi alle dipendenze dell'esercito britannico, come aiutante di campo dell'esule siciliano, generale Enrico Fardella.

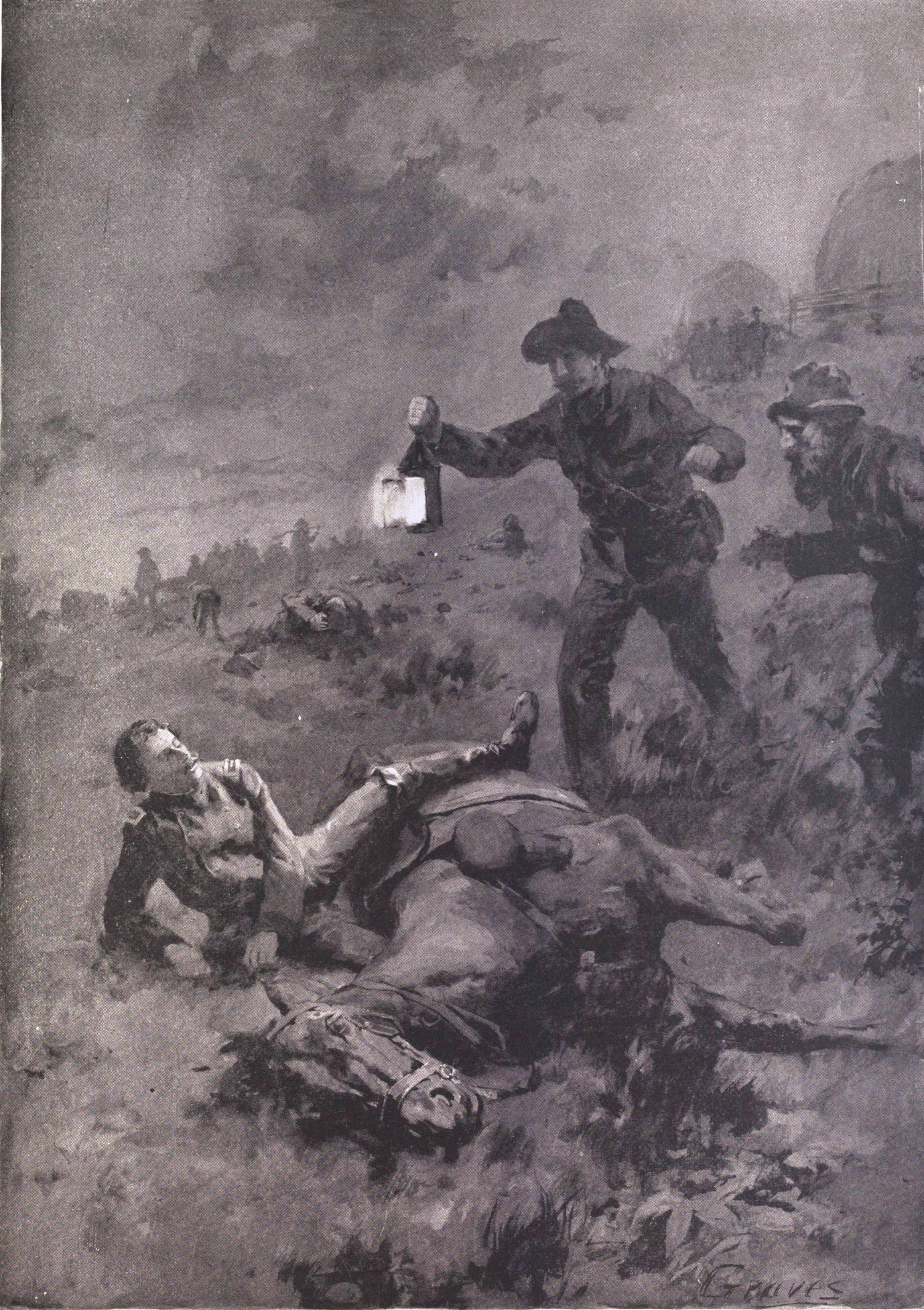
La cattura di Luigi Palma di Cesnola durante la guerra di secessione americana, illustrazione da Deeds of valor; how America's heroes won the Medal of Honor,

Nel 1858 lasciò il Piemonte per gli Stati Uniti. I primi anni furono i più duri. Stabilitosi a New York, si guadagnò dapprima da vivere copiando musica e offrendo lezioni private di italiano e francese. Nel febbraio 1861 sposò una sua studentessa, Mary Isabel Reid, figlia di Samuel Chester Reid, eroe della guerra anglo-americana del 1812; Mary Isabel restò al suo fianco per tutta la sua vita. Allo scoppio della guerra di Secessione e su consiglio della moglie, fondò nel marzo 1861 una scuola privata militare per giovani ufficiali, dove preparò oltre 700 reclute. Nel 1862 è arruolato nell'esercito dell'Unione col grado di Maggiore. Partecipò ai primi scontri, ma finì anche agli arresti per il suo carattere indipendente verso i superiori; alla fine per la sua audacia nella battaglia di Aldie (17 giugno 1863) fu insignito nel 1897 della Medal of Honor. Fatto prigioniero in quell'occasione ritornò dal campo di prigionia di Libby dopo nove mesi grazie a uno scambio di prigionieri. Riprese i combattimenti e venne promosso brigadiere generale a capo del 4° New York Cavalry Regiment. Fu coinvolto in episodi che ne aumentarono la fama ma lo esposero anche a critiche, tra cui l'accusa di aver aperto il fuoco contro unità amiche. Alla fine fu congedato. In seguito, Cesnola si autonominò generale, raccontando che fu lo stesso presidente Abramo Lincoln a nominarlo tale pochi giorni prima di morire.
Come eroe di guerra fu nominato console degli Stati Uniti a Cipro nel 1865, si trasferì a Larnaca nel Natale di quell'anno, dedicandosi subito alla sua seconda grande passione dopo l'arte militare, l'archeologia, e svolgendo ben 11 anni di scavi che lo portarono al rinvenimento di numerosi reperti di arte fenicia, assira, egizia, greca e romana. Nel 1870, con la collaborazione di un archeologo dell'Ermitage di San Pietroburgo, realizzò un catalogo scientifico di ben 7000 reperti, buona parte dei quali andrà perduto in un naufragio sulla costa di Beirut. L'8 gennaio 1871 annunciò all'accademia delle Scienze di Torino la scoperta del tempio di Afrodite a Colgoi dopo aver donato alla stessa accademia circa 200 reperti ciprioti che si aggiungono a quelli raccolti da Marcello Cerruti, console del Regno di Sardegna.
Nel 1872 il costituendo Metropolitan Museum di New York acquistò un primo nucleo di reperti ciprioti. Molti altri reperti verranno acquistati o donati allo stesso museo negli anni successivi, tanto che varranno all'instancabile archeologo la nomina a membro perpetuo del Metropolitan Museum. Nel 1873 fece nominare il fratello Alessandro Palma di Cesnola viceconsole degli Stati Uniti a Pafo (Cipro) per aiutarlo negli scavi archeologici.. Luigi intanto curava l'esposizione dei reperti acquistati dal MET, tornando poi a Cipro con un contratto per nuovi scavi.
Nel 1877 Cesnola terminò l'incarico diplomatico a Cipro e fu nominato segretario del Trust del MET. Il fratello Alessandro donò alla Società Piemontese di Archeologia e Belle Arti circa 300 reperti che, con le donazioni precedenti, vennere accolti presso il Museo delle Antichità della Regia Università di Torino. Nel 1879 Luigi diventò il primo direttore del MET, ne curò l'allestimento nella nuova sede e conservò la carica fino alla morte. Nel 1881, si stabilì stabilmente a New York, venne nominato socio dell'Accademia delle Scienze di Torino, ed il fratello Alessandro socio onorario del Circolo degli Artisti della stessa città. Tra il 1885 e il 1903 curò l'edizione dei preziosi cataloghi, in tre volumi, dei MET. Max Ohnefasch, archeologo che lavorerà a lungo al Museo di Cipro critica duramente i metodi di Luigi Palma, in particolare scavi e restauri. Nei suoi 25 anni come direttore del MET, Cesnola si dimostrò comunque abile amministratore e organizzatore, gettando le basi delle ricchissime collezioni d'arte del Museo, acquisendo quadri dei più grandi artisti.
Quando Giuseppe Giacosa visiterà gli Stati Uniti nel 1893-94 e raccoglierà in un volume le sue Impressioni d'America (1898), dedicherà il libro al "Generale Conte Luigi Palma di Cesnola, Direttore del Metropolitan Museum of Art di New York... con sentimento di ammirazione, di gratitudine e di affetto". L'ultimo capitolo del libro è un lungo ritratto biografico di Luigi Palma di Cesnola, presentato assieme a Antonio Meucci come il più illustre italiano d'America, "il cui nome è scritto con gloriose note nella storia americana della guerra di secessione ed in quella universale delle maggiori scoperte archeologiche".
Luigi mantenne stretti contatti con l'Italia, visitandola più volte. Ricevette dal re Vittorio Emanuele III di Savoia la Croce di Grand'Ufficiale della Corona d'Italia.
Luigi Palma di Cesnola morì a New York il 20 novembre 1904. I suoi funerali, il 23 novembre 1904, nella chiesa cattedrale di St. Patrick attrassero più di 2000 persone. Il 28 settembre di quell'anno una lapide era stata predisposta in suo onore nel nativo paese di Rivarolo; la cerimonia ufficiale di inaugurazione prevista per il 19 dicembre si trasformò così in una cerimonia commemorativa. Il discorso pronunciato in quella occasione dall'amico Gioachino Toesca di Castellazzo costituisce un prezioso documento alla ricostruzione della sua biografia.